# Facultad de Humanidades y Ciencias de la Educación (Universidad de la República)

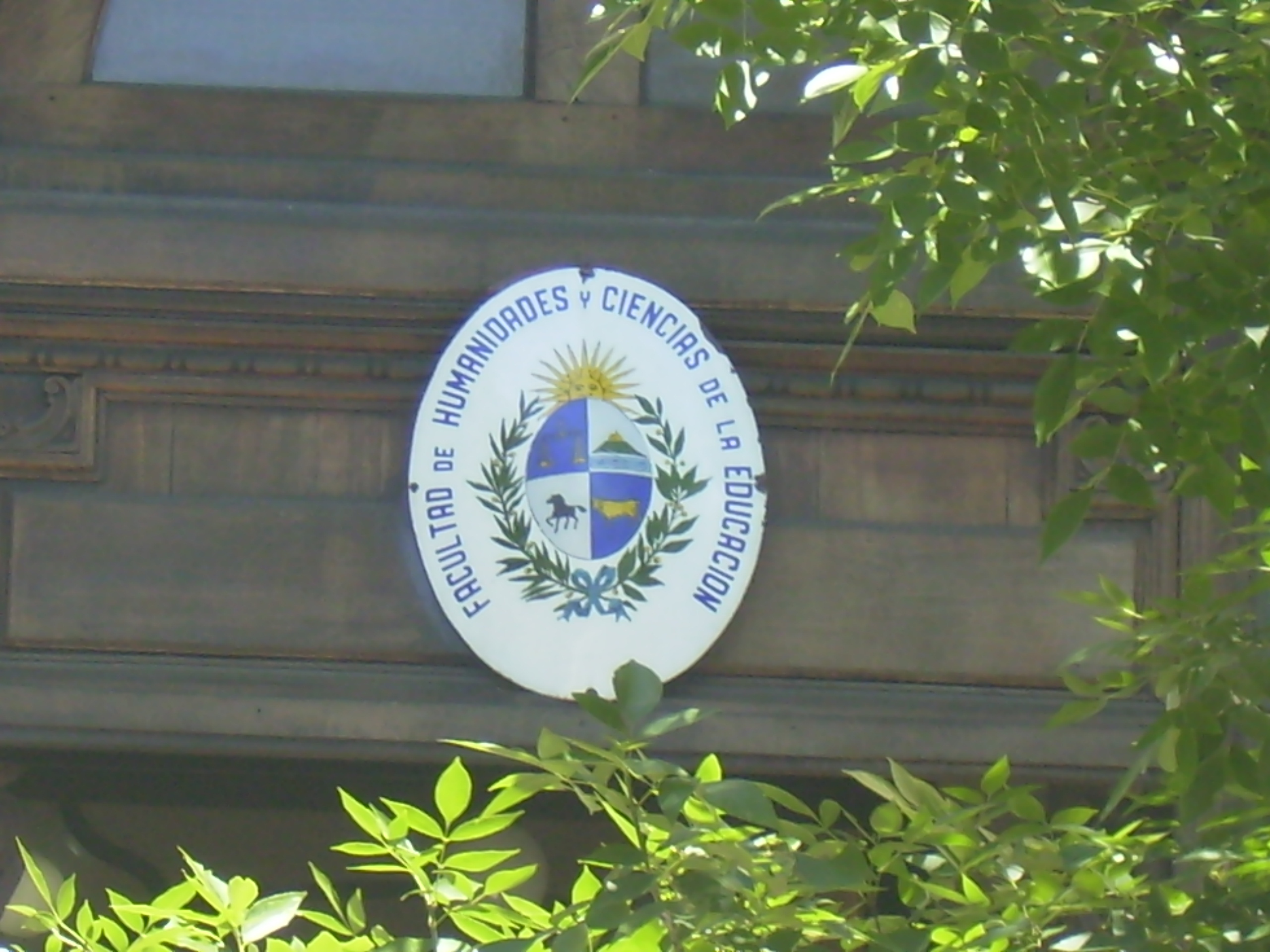
Escudo de Armas, en la sede de la Facultad de Humanidades y Ciencias de la Educación.

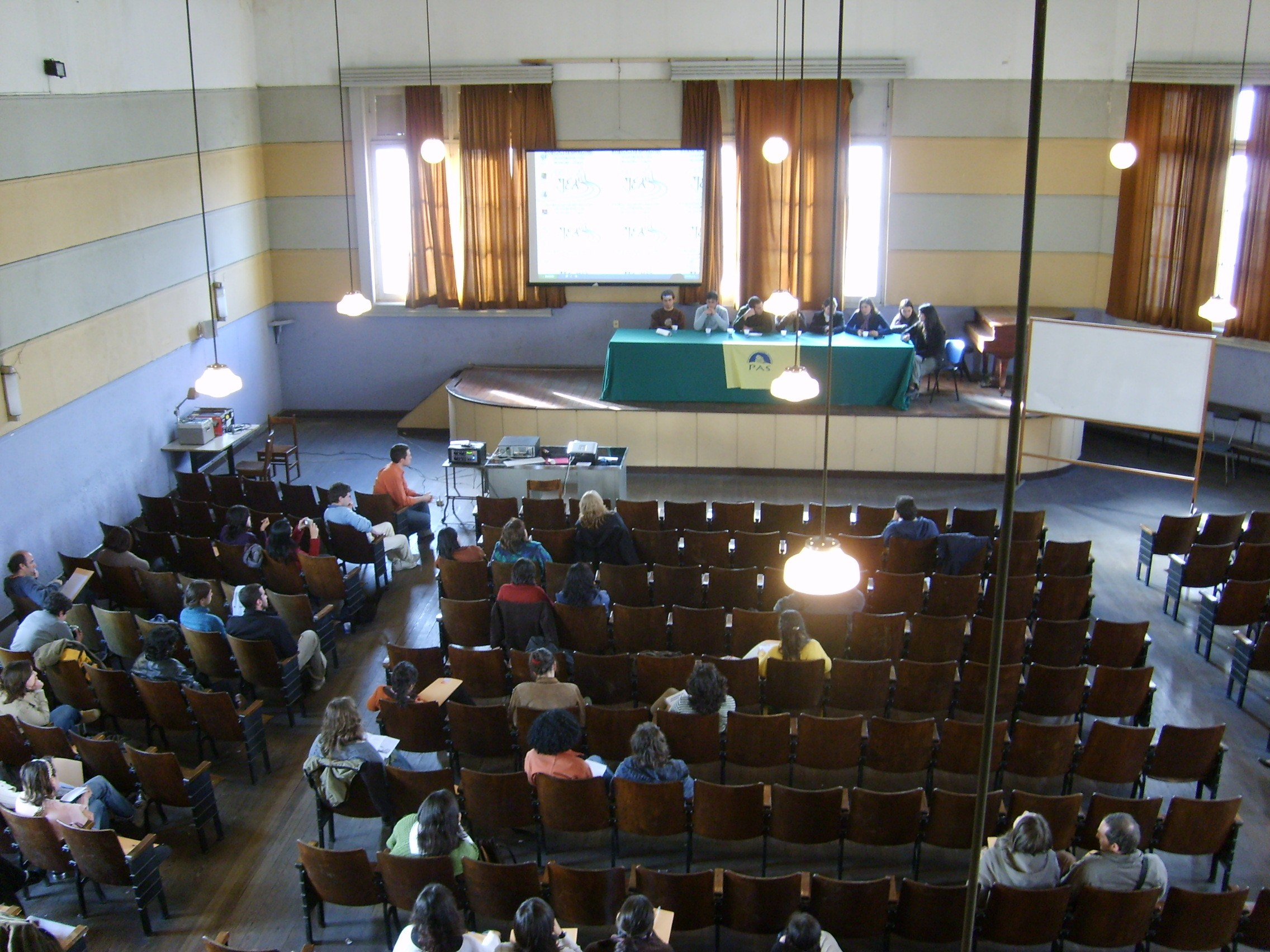
Aula Carlos Vaz Ferreira Facultad de Humanidades y Ciencias de la Educación.

La Facultad de Humanidades y Ciencias de la Educación es una institución universitaria pública y laica uruguaya que forma parte de la Universidad de la República. Cuenta con 4726 estudiantes matriculados, según el VII Censo de Estudiantes Universitarios de la República, de 2012.
Se encuentra ubicada en la ciudad de Montevideo, sobre la calle Magallanes 1577.

## Historia
El 11 de febrero de 1943 mediante el Decreto de Ley Nº 10.358 se crea un proyecto de Facultad de Humanidades, con los cometidos de:

a) Investigación y enseñanzas superiores de filosofía, letras, historia y pedagogía.

b) Formación del Profesorado de Enseñanza Secundaria y Normal.

Si bien ese proyecto no se concretó, el 9 de octubre de 1946 se aprobó una nueva Ley, la Nº 10.658, donde se modificaron los cometidos del Decreto de Ley de 1943 y se creó la Facultad de Humanidades y Ciencias, la cual inició sus actividades en 1947, en el entonces edificio del Hotel Nacional en la Ciudad Vieja de Montevideo, sobre calle Juan Lindolfo Cuestas. Edificio que hoy en día es monumento histórico.
En 1980 la Facultad de Humanidades y Ciencias fue trasladada al edificio de Tristán Narvaja 1674. En 1987 la Facultad de Humanidades y Ciencias fue disuelta creándose dos nuevas facultades dentro de la Universidad de la República: primero fue creada la Facultad de Humanidades y Ciencias de la Educación, enfocada en las licenciaturas de historia, filosofía, lingüística, letras, antropología, ciencias de la educación, y turismo (binacional); y por otro lado fue creada la Facultad de Ciencias, con foco en las licenciaturas de biología, bioquímica, geografía, geología, física y matemática.
Posteriormente la nueva facultad de Humanidades y Ciencias de la Educación, se mudaría hacia su sede actual, en el que fuera el edificio de la Scuola Italiana de Montevideo, ubicado en el barrio del Cordón, sobre la calle Magallanes.

## Títulos de grado y posgrado
Tecnicaturas ofrecidas por la Facultad:
- Técnico Universitario en Corrección de Estilo (Lengua española)
- Técnico en Interpretación y Traducción Lengua de Señas Uruguaya - Español
- Tecnicatura Universitaria en Bienes Culturales (mención en Historia Regional y Local y mención en Patrimonio)
- Tecnicatura Universitaria en Dramaturgia
- Tecnicatura Universitaria en Museología

Títulos de grado ofrecidos por la Facultad:
- Licenciado en Historia
- Licenciado en Filosofía
- Licenciado en Lingüística
- Licenciado en Letras
- Licenciado en Ciencias Antropológicas
- Licenciado en Educación
- Licenciado en Turismo (se dicta en Maldonado y de carácter binacional en Salto)
- Licenciado en Biología Humana (carrera compartida)

Títulos de posgrado ofrecidos por la Facultad:
- Maestría en Ciencias Humanas opción:

Antropología de la cuenca del Plata;
Estudios Latinoamericanos;
Filosofía Contemporánea;
Historia Rioplatense;
Lenguaje, cultura y sociedad;
Literatura Latinoamericana;
Teoría e historia del Teatro;
Teorías y prácticas en Educación
- Doctorado en Antropología
- Doctorado en Educación
- Doctorado en Filosofía
- Doctorado en Historia
- Doctorado en Letras
- Doctorado en Lingüística

## Estudiantes
| 1960 | 1968 | 1974 | 1988 | 1999 | 2007      | 2012 |
| ---- | ---- | ---- | ---- | ---- | --------- | ---- |
| 1060 | 781  | 1430 | 3730 | 2397 | 4881/4886 | 4726 |

En 2012 los estudiantes estaban distribuidos de la siguiente manera: 94 en la Licenciatura Binacional en Turismo, 922 en la Licenciatura en Ciencias Antropológicas, 819 en la Licenciatura en Ciencias de la Educación, 816 en la Licenciatura en Ciencias Históricas, 735 en la LIcenciatura en Filosofía, 871 en la Licenciatura en Letras, 503 en la Licenciatura en Lingüística, 145 en la Licenciatura en Turismo, 556 en la Tecnicatura Universitaria en Corrección de Estilo, 24 en la Tecnicatura Universitaria en Interpretación LSU Español LSU, 477 en la Tecnicatura Universitaria en Museología, 15 en la Tecnicatura Universitaria en Turismo.

## Biblioteca
Para estudiantes, docentes y egresados la facultad cuenta con una biblioteca de importante caudal y materiales de acervo bibliográfico destacado. 1994 es el año en que se digitalizó el proceso de búsqueda de libros. Las publicaciones de docentes de la facultad pueden encontrarse en esta base de datos, aunque en la misma permanecen los ficheros manuales con publicaciones posteriores. También cuenta en su sala con diez computadoras de consulta con acceso a Internet. En la biblioteca se puede solicitar el carné interbibliotecario, que permite acceder a las bibliotecas de otras facultades de la UdelaR.

## Idiomas
Los estudiantes de la UdelaR pueden aprender en esta facultad diferentes idiomas, como alemán, francés, inglés, italiano y portugués. También pueden tomar cursos de lenguas, como catalán, gallego, griego, latín, griego moderno, cultura y taller de italiano, portugués, japonés y vasco. Además de la lengua de señas. [cita requerida]

## Departamentos de Facultad de Humanidades y Ciencias de la Educación
| Departamento | Instituto    |
| --- | ------------ |
| Antropología Biológica Antropología Social Arqueología | Antropología |
| Historia Americana Historia del Uruguay Historia Universal Historiología                                                                                           | Historia     |
| Historia de la Filosofía Historia y Filosofía de la Ciencia Filosofía de la Práctica Lógica y Filosofía de la Lógica Sección Estética Sección de Filosofía Teórica | Filosofía    |
| Historia y Filosofía de la Educación Enseñanza y Aprendizaje Pedagogía, Política y Sociedad Estudios en Docencia                                                   | Educación    |
| Filología Clásica Letras Modernas Literaturas Uruguaya y Latinoamericana Teoría y Metodología de la Investigación Literaria                                        | Letras       |
| Romanística y Español Psico y Sociolingüística Teoría del Lenguaje y Lingüística General                                                                           | Lingüística  |

## Decanos
El director, desde su fundación, fue luego el primer decano, Carlos Vaz Ferreira. Designado por ley, la formación de esta facultad había sido uno de los grandes empeños de su vida por décadas. Le siguieron Justino Jiménez de Aréchaga, Fructuoso Pittaluga, Emilio Oribe (como decano interino), por dos períodos consecutivos cumpliendo su tercer decanato Carlos Vaz Ferreira. Luego Emilio Oribe, Rodolfo Tálice siendo el segundo con dos períodos consecutivos en el decanato, Arturo Ardao y Mario H. Otero. 
Durante la dictadura cívico-militar (1973 - 1985), los decanos de esta facultad fueron designados directamente por el régimen de facto. Los interventores fueron Miguel Ángel Klappenbach y Rodolfo Gori Carrara.
Luego del retorno a la democracia, los decanos fueron Mario H. Otero, Carlos Zubillaga, Adolfo Elizaincín, José Seoane y  Álvaro Rico. En 2018 La Asamblea del Claustro de la Facultad de Humanidades y Ciencias de la Educación (FHCE) eligió a la historiadora Ana Frega como decana por el período 2018-2022 siendo la primera mujer en ocupar dicho cargo en la Historia de la Facultad
| Decano                          | Período       |
| ------------------------------- | ------------- |
| Dr. Carlos Vaz Ferreira         | (1945 - 1949) |
| Dr. Justino Jiménez de Aréchaga | (1950 - 1951) |
| Dr. Fructuoso Pittaluga         | (1951)        |
| Dr. Emilio Oribe                | (1951)        |
| Dr. Carlos Vaz Ferreira         | (1952 - 1955) |
| Dr. Carlos Vaz Ferreira         | (1955 - 1958) |
| Dr. Emilio Oribe                | (1958 - 1959) |
| Dr. Rodolfo Tálice              | (1959 - 1963) |
| Dr. Rodolfo Tálice              | (1963 - 1968) |
| Dr. Arturo Ardao                | (1968 - 1972) |
| Lic. Mario H. Otero             | (1973)        |
| Lic. Miguel Ángel Klappenbach   | (1974 - 1984) |
| Dr. Rodolfo Gori Carrara        | (1984 - 1985) |
| Lic. Mario H. Otero             | (1985 - 1989) |
| Prof. Germán D´Elía             | (1989)        |
| Lic. Carlos Zubillaga           | (1989 - 1993) |
| Lic. Carlos Zubillaga           | (1993 - 1997) |
| Dr. Adolfo Elizaincín           | (1997 - 2002) |
| Dr. Adolfo Elizaincín           | (2002 - 2006) |
| Dr. José Seoane                 | (2006 - 2010) |
| Dr. Álvaro Rico                 | (2010 - 2018) |
| Dra. Ana Frega Novales          | (2018-2022)   |
| Dr. Pablo Martinis              | (2022-)       |

## Profesores honoríficos
Reconocimiento de la Facultad de Humanidades y Ciencias de la Educación
| Nombre                    | Título Honorìfico   |
| ------------------------- | ------------------- |
| Prof. Germán D´Elía       | Profesor Emérito    |
| Dr. Mario H. Otero        | Profesor Emérito    |
| Dr. Guido Zannier         | Profesor Emérito    |
| Dr. Adolfo Elizaincín     | Profesor Emérito    |
| Dr. Carlos Zubillaga      | Profesor Emérito    |
| Dr. Tulio Halperín Donghi | Profesor ad honorem |
| Dr. Noé Jitrik            | Profesor ad honorem |